# Benjamín M. Chaparro
Benjamín M. Chaparro Cervantes fue un teniente coronel mexicano. Nació en la Sección Municipal de Guadalupe Victoria, Municipio de Chínipas, estado de Chihuahua, el 22 de febrero de 1890.

## Familia
Fueron sus padres Miguel Lorenzo Chaparro y María Guadalupe Cervantes, originaria del municipio de Moris, Estado de Chihuahua; fue presentado al registro civil el día 8 de abril del mismo año, donde su propio padre fungía como juez del registro civil de esa misma Sección. Fue uno de los elementos del Estado Mayor del General Álvaro Obregón Salido. En ciudad Obregón, Sonora, contrae matrimonio con la señorita Elvira Alatorre de cuyo matrimonio no hubo descendencia.
En los albores del Orozquismo, mostró simpatía por este movimiento, internándose al Distrito Rayón en compañía de Martín Rodríguez de Guazapares, Chih., en busca de aliados; mas encuentran que tanto las autoridades civiles y militares establecidas en este Distrito, son leales al Gobierno legítimo del señor Madero. Después se vuelve en contra de este movimiento, combatiéndolo bajo las órdenes del general Isaac Arroyo.

## Trayectoria
Cuando la columna expedicionaria de Sinaloa, al frente del general Angel Flores, inició su avance al territorio Sonorense con el objetivo de combatir a las fuerzas del gobernador José María Maytorena y de Francisco Villa, quienes desconocían al gobierno de Venustiano Carranza, hacen su arribo a Navojoa, Sonora a principios de 1915. El General Flores, nombra a Chaparro, comandante militar del sector de Huatabampo, y le facilitó los elementos necesarios para que organizara un batallón. Apenas iniciaba el reclutamiento, cuando se presentó una numerosa partida de indios mayos, comandada por el mayor Ignacio Otero y el capitán Eduardo Vázquez, que sorprendieron y derrotaron a Chaparro el 4 de marzo del mismo año. Chaparro y tres oficiales y algunos soldados resultaron muertos y se perdieron todos los elementos que había facilitado el cuartel general. Días después, como un acto de venganza, el teniente coronel Roberto Cruz Díaz, derrotó a los mismos indios en Etchojoa, causándoles 30 bajas. 
- Datos: Q5726103